# يوشيوكي كامي
يوشيوكي كامي (باليابانية: 亀井義行؛ بالكانا: かめい よしゆき) هو لاعب كرة قاعدة ياباني، ولد في 28 يوليو 1982 في ياماتوكورياما في اليابان.

## وصلات خارجية
- يوشيوكي كامي على موقع الدوري الياباني لكرة القاعدة (الإنجليزية)
- يوشيوكي كامي على موقع دوري أستراليا لكرة القاعدة (الإنجليزية)
- يوشيوكي كامي على موقعبيزبول رفرنس.كوم (الدوري الثانوي) (الإنجليزية)